# Primetime Emmy al millor actor en sèrie dramàtica
El Primetime Emmy al millor actor en sèrie dramàtica (en anglès Primetime Emmy Award for Outstanding Lead Actor in a Drama Series) és el Premi Emmy que s'atorga anualment a la millor actuació masculina en una sèrie dramàtica de televisió.

## Guanyadors i nominats
A partir del 1960 el guanyador de cada any es mostra sobre fons groc:

### Dècada del 1950
| Any       | Actor                | Programa          | Personatge   |
| --------- | -------------------- | ----------------- | ------------ |
| 1955-1956 | Robert Young         | Father Knows Best | Jim Anderson |
| 1956-1957 | Robert Young         | Father Knows Best | Jim Anderson |
| 1957-1958 | No hi va haver premi |                   |              |
| 1958-1959 | Raymond Burr         | Perry Mason       | Perry Mason  |

### Dècada del 1960
| Any             | Actor                   | Programa                     | Personatge | Cadena |
| --------------- | ----------------------- | ---------------------------- | ---------- | ------ |
| 1959-1960       |                         |                              |            |        |
| Robert Stack    | The Untouchables        | Eliot Ness                   | ABC        |        |
| Raymond Burr    | Perry Mason             | Perry Mason                  | CBS        |        |
| Richard Boone   | Have Gun–Will Travel    | Paladin                      | CBS        |        |
| 1960-1961       |                         |                              |            |        |
| Raymond Burr    | Perry Mason             | Perry Mason                  | CBS        |        |
| Jackie Cooper   | Hennesey                | Chick Hennesey               | CBS        |        |
| Robert Stack    | The Untouchables        | Eliot Ness                   | CBS        |        |
| 1961-1962       |                         |                              |            |        |
| E. G. Marshall  | The Defenders           | Lawrence Preston             | CBS        |        |
| Vince Edwards   | Ben Casey               | Ben Casey                    | ABC        |        |
| Jackie Cooper   | Hennesey                | Chick Hennesey               | CBS        |        |
| Paul Burke      | Naked City              | Adam Flint                   | ABC        |        |
| George Maharis  | Route 66                | Buz Murdock                  | CBS        |        |
| 1962-1963       |                         |                              |            |        |
| E.G. Marshall   | The Defenders           | Lawrence Preston             | CBS        |        |
| Vic Morrow      | Combat!                 | Sergent Sanders              | ABC        |        |
| Dick Van Dyke   | The Dick Van Dyke Show  | Rob Petrie                   | CBS        |        |
| Ernest Borgnine | McHale's Navy           | Tinent Capità Quinton McHale | CBS        |        |
| Paul Burke      | Naked City              | Det. Adam Flint              | ABC        |        |
| 1963-1964       | No hi va haver premi    |                              |            |        |
| 1964-1965       | No hi va haver premi    |                              |            |        |
| 1965-1966       |                         |                              |            |        |
| Bill Cosby      | I Spy                   | Alexander Scott              | NBC        |        |
| David Janssen   | The Fugitive            | Dr. Richard Kimble           | ABC        |        |
| Robert Culp     | I Spy                   | Kelly Robinson               | NBC        |        |
| David McCallum  | The Man from U.N.C.L.E. | Illya Kuryakin               | NBC        |        |
| Richard Crenna  | Slattery's People       | James Slattery               | CBS        |        |
| 1966-1967       |                         |                              |            |        |
| Bill Cosby      | I Spy                   | Alexander Scott              | NBC        |        |
| David Janssen   | The Fugitive            | Dr. Richard Kimble           | ABC        |        |
| Robert Culp     | I Spy                   | Kelly Robinson               | NBC        |        |
| Martin Landau   | Mission: Impossible     | Rollin Hand                  | CBS        |        |
| Ben Gazzara     | Run for Your Life       | Paul Bryan                   | NBC        |        |
| 1967-1968       |                         |                              |            |        |
| Bill Cosby      | I Spy                   | Alexander Scott              | NBC        |        |
| Robert Culp     | I Spy                   | Kelly Robinson               | NBC        |        |
| Raymond Burr    | Ironside                | Robert T. Ironside           | NBC        |        |
| Martin Landau   | Mission: Impossible     | Rollin Hand                  | CBS        |        |
| Ben Gazzara     | Run for Your Life       | Paul Bryan                   | NBC        |        |
| 1968-1969       |                         |                              |            |        |
| Carl Betz       | Judd, for the Defense   | Clinton Judd                 | ABC        |        |
| Raymond Burr    | Ironside                | Robert T. Ironside           | NBC        |        |
| Peter Graves    | Mission: Impossible     | Jim Phelps                   | CBS        |        |
| Martin Landau   | Mission: Impossible     | Rollin Hand                  | CBS        |        |
| Ross Martin     | The Wild Wild West      | Artemus Gordon               | CBS        |        |

### Dècada del 1970
| Any             | Actor                        | Programa                | Personatge | Cadena |
| --------------- | ---------------------------- | ----------------------- | ---------- | ------ |
| 1969-1970       |                              |                         |            |        |
| Robert Young    | Marcus Welby, M.D.           | Dr. Marcus Welby        | ABC        |        |
| Raymond Burr    | Ironside                     | Robert T. Ironside      | NBC        |        |
| Robert Wagner   | It Takes a Thief             | Al Mundy                | ABC        |        |
| Mike Connors    | Mannix                       | Joe Mannix              | CBS        |        |
| 1970-1971       |                              |                         |            |        |
| Hal Holbrook    | The Bold Ones: The Senator   | Hays Stowe              | NBC        |        |
| Raymond Burr    | Ironside                     | Robert T. Ironside      | NBC        |        |
| Mike Connors    | Mannix                       | Joe Mannix              | CBS        |        |
| Robert Young    | Marcus Welby, M.D.           | Dr. Marcus Welby        | ABC        |        |
| 1971-1972       |                              |                         |            |        |
| Peter Falk      | Columbo                      | Tinent Columbo          | NBC        |        |
| Raymond Burr    | Ironside                     | Robert T. Ironside      | NBC        |        |
| Mike Connors    | Mannix                       | Joe Mannix              | CBS        |        |
| Robert Young    | Marcus Welby, M.D.           | Dr. Marcus Welby        | ABC        |        |
| Keith Michell   | The Six Wives of Henry VIII  | Enric VIII d'Anglaterra | CBS        |        |
| 1972-1973       |                              |                         |            |        |
| Richard Thomas  | The Waltons                  | John-Boy Walton         | CBS        |        |
| William Conrad  | Cannon                       | Frank Cannon            | CBS        |        |
| David Carradine | Kung Fu                      | Kwai Chang Caine        | ABC        |        |
| Mike Connors    | Mannix                       | Joe Mannix              | CBS        |        |
| Peter Falk      | Columbo                      | Tinent Columbo          | NBC        |        |
| 1973-1974       |                              |                         |            |        |
| Telly Savalas   | Kojak                        | Tinent Theo Kojak       | CBS        |        |
| William Conrad  | Cannon                       | Frank Cannon            | CBS        |        |
| Karl Malden     | The Streets of San Francisco | Tinent Mike Stone       | ABC        |        |
| Richard Thomas  | The Waltons                  | John-Boy Walton         | CBS        |        |
| 1974-1975       |                              |                         |            |        |
| Robert Blake    | Baretta                      | Det. Tony Baretta       | ABC        |        |
| Telly Savalas   | Kojak                        | Theo Kojak              | CBS        |        |
| Barry Newman    | Petrocelli                   | Anthony J. Petrocelli   | NBC        |        |
| Karl Malden     | The Streets of San Francisco | Tinent Mike Stone       | ABC        |        |
| 1975-1976       |                              |                         |            |        |
| Peter Falk      | Columbo                      | Tinent Columbo          | NBC        |        |
| James Garner    | The Rockford Files           | Jim Rockford            | NBC        |        |
| Karl Malden     | The Streets of San Francisco | Tinent Mike Stone       | ABC        |        |
| 1976-1977       |                              |                         |            |        |
| James Garner    | The Rockford Files           | Jim Rockford            | NBC        |        |
| Robert Blake    | Baretta                      | Det. Tony Baretta       | ABC        |        |
| Peter Falk      | Columbo                      | Tinent Columbo          | NBC        |        |
| Jack Klugman    | Quincy, M.E.                 | Dr. R. Quincy, M.E.     | NBC        |        |
| Karl Malden     | The Streets of San Francisco | Tinent Mike Stone       | ABC        |        |
| 1977-1978       |                              |                         |            |        |
| Edward Asner    | Lou Grant                    | Lou Grant               | CBS        |        |
| Peter Falk      | Columbo                      | Tinent Columbo          | NBC        |        |
| Jack Klugman    | Quincy, M.E.                 | Dr. R. Quincy, M.E.     | NBC        |        |
| James Garner    | The Rockford Files           | Jim Rockford            | NBC        |        |
| Ralph Waite     | The Waltons                  | John Walton, Sr.        | CBS        |        |
| 1978-1979       |                              |                         |            |        |
| Ron Leibman     | Kaz                          | Kazinsky                | CBS        |        |
| Edward Asner    | Lou Grant                    | Lou Grant               | CBS        |        |
| Jack Klugman    | Quincy, M.E.                 | Dr. R. Quincy, M.E.     | NBC        |        |
| James Garner    | The Rockford Files           | Jim Rockford            | NBC        |        |

### Dècada del 1980
| Any                | Actor                                       | Programa              | Personatge | Cadena |
| ------------------ | ------------------------------------------- | --------------------- | ---------- | ------ |
| 1979-1980          |                                             |                       |            |        |
| Edward Asner       | Lou Grant                                   | Lou Grant             | CBS        |        |
| James Garner       | The Rockford Files                          | Jim Rockford          | NBC        |        |
| Larry Hagman       | Dallas                                      | J. R. Ewing           | CBS        |        |
| Jack Klugman       | Quincy, M.E.                                | R. Quincy             | NBC        |        |
| 1980-1981          |                                             |                       |            |        |
| Daniel J. Travanti | Hill Street Blues                           | Frank Furillo         | NBC        |        |
| Edward Asner       | Lou Grant                                   | Lou Grant             | CBS        |        |
| Jim Davis          | Dallas                                      | Jock Ewing            | CBS        |        |
| Louis Gossett, Jr. | Palmerstown, U.S.A.                         | Bessie's Father       | CBS        |        |
| Larry Hagman       | Dallas                                      | J. R. Ewing           | CBS        |        |
| Pernell Roberts    | Trapper John, M.D.                          | Trapper John McIntyre | CBS        |        |
| 1981-1982          |                                             |                       |            |        |
| Daniel J. Travanti | Hill Street Blues                           | Frank Furillo         | NBC        |        |
| Edward Asner       | Lou Grant                                   | Lou Grant             | CBS        |        |
| John Forsythe      | Dynasty                                     | Blake Carrington      | ABC        |        |
| James Garner       | Bret Maverick                               | Bret Maverick         | NBC        |        |
| Tom Selleck        | Magnum, P.I.                                | Thomas Magnum         | CBS        |        |
| 1982-1983          |                                             |                       |            |        |
| Ed Flanders        | St. Elsewhere                               | Donald Westphall      | NBC        |        |
| William Daniels    | St. Elsewhere                               | Mark Craig            | NBC        |        |
| John Forsythe      | Dynasty                                     | Blake Carrington      | ABC        |        |
| Tom Selleck        | Magnum, P.I.                                | Thomas Magnum         | CBS        |        |
| Daniel J. Travanti | Hill Street Blues                           | Frank Furillo         | NBC        |        |
| 1983-1984          |                                             |                       |            |        |
| Tom Selleck        | Magnum, P.I.                                | Thomas Magnum         | CBS        |        |
| William Daniels    | St. Elsewhere                               | Mark Craig            | NBC        |        |
| John Forsythe      | Dynasty                                     | Blake Carrington      | ABC        |        |
| Daniel J. Travanti | Hill Street Blues                           | Frank Furillo         | NBC        |        |
| 1984-1985          |                                             |                       |            |        |
| William Daniels    | St. Elsewhere                               | Mark Craig            | NBC        |        |
| Ed Flanders        | St. Elsewhere                               | Donald Westphall      | NBC        |        |
| Don Johnson        | Miami Vice                                  | Sonny Crockett        | NBC        |        |
| Tom Selleck        | Magnum, P.I.                                | Thomas Magnum         | CBS        |        |
| Daniel J. Travanti | Hill Street Blues                           | Frank Furillo         | NBC        |        |
| 1985-1986          |                                             |                       |            |        |
| William Daniels    | St. Elsewhere                               | Mark Craig            | NBC        |        |
| Ed Flanders        | St. Elsewhere                               | Donald Westphall      | NBC        |        |
| Tom Selleck        | Magnum, P.I.                                | Thomas Magnum         | CBS        |        |
| Bruce Willis       | Moonlighting                                | David Addison         | ABC        |        |
| Edward Woodward    | L'equalitzador                              | Robert McCall         | CBS        |        |
| 1986-1987          |                                             |                       |            |        |
| Bruce Willis       | Moonlighting                                | David Addison         | ABC        |        |
| Corbin Bernsen     | L.A. Law                                    | Arnie Becker          | NBC        |        |
| William Daniels    | St. Elsewhere                               | Mark Craig            | NBC        |        |
| Ed Flanders        | St. Elsewhere                               | Donald Westphall      | NBC        |        |
| Edward Woodward    | L'equalitzador                              | Robert McCall         | CBS        |        |
| 1987-1988          |                                             |                       |            |        |
| Richard Kiley      | A Year in the Life                          | Joe Gardner           | NBC        |        |
| Corbin Bernsen     | L.A. Law                                    | Arnie Becker          | NBC        |        |
| Ron Perlman        | La Bella i la Bèstia (Beauty and the Beast) | Vincent               | CBS        |        |
| Michael Tucker     | L.A. Law                                    | Stuart Markowitz      | NBC        |        |
| Edward Woodward    | L'equalitzador                              | Robert McCall         | CBS        |        |
| 1988-1989          |                                             |                       |            |        |
| Carroll O'Connor   | In the Heat of the Night                    | Bill Gillespie        | NBC        |        |
| Ron Perlman        | La Bella i la Bèstia (Beauty and the Beast) | Vincent               | CBS        |        |
| Michael Tucker     | L.A. Law                                    | Stuart Markowitz      | NBC        |        |
| Ken Wahl           | Wiseguy                                     | Vinnie Terranova      | CBS        |        |
| Edward Woodward    | L'equalitzador                              | Robert McCall         | CBS        |        |

### Dècada del 1990
| Any               | Actor                        | Programa         | Personatge     | Cadena |
| ----------------- | ---------------------------- | ---------------- | -------------- | ------ |
| 1989-1990         |                              |                  |                |        |
| Peter Falk        | Columbo                      | Columbo          | ABC            |        |
| Scott Bakula      | Quantum Leap                 | Sam Beckett      | NBC            |        |
| Robert Loggia     | Mancuso, F.B.I.              | Nick Mancuso     | NBC            |        |
| Kyle MacLachlan   | Twin Peaks                   | Dale Cooper      | ABC            |        |
| Edward Woodward   | L'equalitzador               | Robert McCall    | CBS            |        |
| 1990-1991         |                              |                  |                |        |
| James Earl Jones  | Gabriel's Fire               | Gabriel Bird     | ABC            |        |
| Scott Bakula      | Quantum Leap                 | Sam Beckett      | NBC            |        |
| Peter Falk        | Columbo                      | Columbo          | ABC            |        |
| Kyle MacLachlan   | Twin Peaks                   | Dale Cooper      | ABC            |        |
| Michael Moriarty  | Law & Order                  | Benjamin Stone   | NBC            |        |
| 1991-1992         |                              |                  |                |        |
| Christopher Lloyd | Road to Avonlea              | Alistair Dimple  | Disney Channel |        |
| Scott Bakula      | Quantum Leap                 | Sam Beckett      | NBC            |        |
| Kirk Douglas      | Tales from the Crypt         | General Kalthrob | HBO            |        |
| Michael Moriarty  | Law & Order                  | Benjamin Stone   | NBC            |        |
| Rob Morrow        | Northern Exposure            | Joel Fleischman  | CBS            |        |
| Harrison Page     | Quantum Leap                 | Reverend Walters | NBC            |        |
| Sam Waterston     | I'll Fly Away                | Forrest Bedford  | NBC            |        |
| 1992-1993         |                              |                  |                |        |
| Tom Skerritt      | Picket Fences                | Jimmy Brock      | CBS            |        |
| Scott Bakula      | Quantum Leap                 | Sam Beckett      | NBC            |        |
| Michael Moriarty  | Law & Order                  | Benjamin Stone   | NBC            |        |
| Rob Morrow        | Northern Exposure            | Joel Fleischman  | CBS            |        |
| Sam Waterston     | I'll Fly Away                | Forrest Bedford  | NBC            |        |
| 1993-1994         |                              |                  |                |        |
| Dennis Franz      | NYPD Blue                    | Andy Sipowicz    | ABC            |        |
| David Caruso      | NYPD Blue                    | John Kelly       | ABC            |        |
| Peter Falk        | Columbo                      | Columbo          | ABC            |        |
| Michael Moriarty  | Law & Order                  | Benjamin Stone   | NBC            |        |
| Tom Skerritt      | Picket Fences                | Jimmy Brock      | CBS            |        |
| 1994-1995         |                              |                  |                |        |
| Mandy Patinkin    | Chicago Hope                 | Jeffrey Geiger   | CBS            |        |
| George Clooney    | ER                           | Doug Ross        | NBC            |        |
| Anthony Edwards   | ER                           | Mark Greene      | NBC            |        |
| Dennis Franz      | NYPD Blue                    | Andy Sipowicz    | ABC            |        |
| Jimmy Smits       | NYPD Blue                    | Bobby Simone     | ABC            |        |
| 1995-1996         |                              |                  |                |        |
| Dennis Franz      | NYPD Blue                    | Andy Sipowicz    | ABC            |        |
| Andre Braugher    | Homicide: Life on the Street | Frank Pembleton  | NBC            |        |
| George Clooney    | ER                           | Doug Ross        | NBC            |        |
| Anthony Edwards   | ER                           | Mark Greene      | NBC            |        |
| Jimmy Smits       | NYPD Blue                    | Bobby Simone     | ABC            |        |
| 1996-1997         |                              |                  |                |        |
| Dennis Franz      | NYPD Blue                    | Andy Sipowicz    | ABC            |        |
| David Duchovny    | The X-Files                  | Fox Mulder       | Fox            |        |
| Anthony Edwards   | ER                           | Mark Greene      | NBC            |        |
| Jimmy Smits       | NYPD Blue                    | Bobby Simone     | ABC            |        |
| Sam Waterston     | Law & Order                  | Jack McCoy       | NBC            |        |
| 1997-1998         |                              |                  |                |        |
| Andre Braugher    | Homicide: Life on the Street | Frank Pembleton  | NBC            |        |
| David Duchovny    | The X-Files                  | Fox Mulder       | Fox            |        |
| Anthony Edwards   | ER                           | Mark Greene      | NBC            |        |
| Dennis Franz      | NYPD Blue                    | Andy Sipowicz    | ABC            |        |
| Jimmy Smits       | NYPD Blue                    | Bobby Simone     | ABC            |        |
| 1998-1999         |                              |                  |                |        |
| Dennis Franz      | NYPD Blue                    | Andy Sipowicz    | ABC            |        |
| James Gandolfini  | The Sopranos                 | Tony Soprano     | HBO            |        |
| Dylan McDermott   | The Practice                 | Bobby Donnell    | ABC            |        |
| Jimmy Smits       | NYPD Blue                    | Bobby Simone     | ABC            |        |
| Sam Waterston     | Law & Order                  | Jack McCoy       | NBC            |        |

### Dècada del 2000
| Any                | Actor                             | Programa        | Personatge | Cadena |
| ------------------ | --------------------------------- | --------------- | ---------- | ------ |
| 1999-2000          |                                   |                 |            |        |
| James Gandolfini   | The Sopranos                      | Tony Soprano    | HBO        |        |
| Dennis Franz       | NYPD Blue                         | Andy Sipowicz   | ABC        |        |
| Jerry Orbach       | Law & Order                       | Lennie Briscoe  | NBC        |        |
| Martin Sheen       | The West Wing                     | Josiah Bartlet  | NBC        |        |
| Sam Waterston      | Law & Order                       | Jack McCoy      |            |        |
| 2000-2001          |                                   |                 |            |        |
| James Gandolfini   | The Sopranos                      | Tony Soprano    | HBO        |        |
| Andre Braugher     | Gideon's Crossing                 | Ben Gideon      | ABC        |        |
| Dennis Franz       | NYPD Blue                         | Andy Sipowicz   | ABC        |        |
| Rob Lowe           | The West Wing                     | Sam Seaborn     | NBC        |        |
| Martin Sheen       | The West Wing                     | Josiah Bartlet  | NBC        |        |
| 2001-2002          |                                   |                 |            |        |
| Michael Chiklis    | The Shield                        | Vic Mackey      | FX         |        |
| Michael C. Hall    | Six Feet Under                    | David Fisher    | HBO        |        |
| Peter Krause       | Six Feet Under                    | Nate Fisher     | HBO        |        |
| Martin Sheen       | The West Wing                     | Josiah Bartlet  | NBC        |        |
| Kiefer Sutherland  | 24                                | Jack Bauer      | Fox        |        |
| 2002-2003          |                                   |                 |            |        |
| James Gandolfini   | The Sopranos                      | Tony Soprano    | HBO        |        |
| Michael Chiklis    | The Shield                        | Vic Mackey      | FX         |        |
| Peter Krause       | Six Feet Under                    | Nate Fisher     | HBO        |        |
| Martin Sheen       | The West Wing                     | Josiah Bartlet  | NBC        |        |
| Kiefer Sutherland  | 24                                | Jack Bauer      | Fox        |        |
| 2003-2004          |                                   |                 |            |        |
| James Spader       | The Practice                      | Alan Shore      | ABC        |        |
| James Gandolfini   | The Sopranos                      | Tony Soprano    | HBO        |        |
| Anthony LaPaglia   | Without a Trace                   | Jack Malone     | CBS        |        |
| Martin Sheen       | The West Wing                     | Josiah Bartlet  | NBC        |        |
| Kiefer Sutherland  | 24                                | Jack Bauer      | Fox        |        |
| 2004-2005          |                                   |                 |            |        |
| James Spader       | Boston Legal                      | Alan Shore      | ABC        |        |
| Hank Azaria        | Huff                              | Craig Huffstodt | Showtime   |        |
| Hugh Laurie        | House                             | Gregory House   | Fox        |        |
| Ian McShane        | Deadwood                          | Al Swearengen   | HBO        |        |
| Kiefer Sutherland  | 24                                | Jack Bauer      | Fox        |        |
| 2005-2006          |                                   |                 |            |        |
| Kiefer Sutherland  | 24                                | Jack Bauer      | Fox        |        |
| Peter Krause       | Six Feet Under                    | Nate Fisher     | HBO        |        |
| Denis Leary        | Rescue Me                         | Tommy Gavin     | FX         |        |
| Christopher Meloni | Law & Order: Special Victims Unit | Elliot Stabler  | NBC        |        |
| Martin Sheen       | The West Wing                     | Josiah Bartlet  | NBC        |        |
| 2006-2007          |                                   |                 |            |        |
| James Spader       | Boston Legal                      | Alan Shore      | ABC        |        |
| James Gandolfini   | The Sopranos                      | Tony Soprano    | HBO        |        |
| Hugh Laurie        | House                             | Gregory House   | Fox        |        |
| Denis Leary        | Rescue Me                         | Tommy Gavin     | FX         |        |
| Kiefer Sutherland  | 24                                | Jack Bauer      | Fox        |        |
| 2007-2008          |                                   |                 |            |        |
| Bryan Cranston     | Breaking Bad                      | Walter White    | AMC        |        |
| Gabriel Byrne      | In Treatment                      | Paul Weston     | HBO        |        |
| Michael C. Hall    | Dexter                            | Dexter Morgan   | Showtime   |        |
| Jon Hamm           | Mad Men                           | Don Draper      | AMC        |        |
| Hugh Laurie        | House                             | Gregory House   | Fox        |        |
| James Spader       | Boston Legal                      | Alan Shore      | ABC        |        |
| 2008-2009          |                                   |                 |            |        |
| Bryan Cranston     | Breaking Bad                      | Walter White    | AMC        |        |
| Simon Baker        | The Mentalist                     | Patrick Jane    | CBS        |        |
| Gabriel Byrne      | In Treatment                      | Paul Weston     | HBO        |        |
| Michael C. Hall    | Dexter                            | Dexter Morgan   | Showtime   |        |
| Jon Hamm           | Mad Men                           | Don Draper      | AMC        |        |
| Hugh Laurie        | House                             | Gregory House   | Fox        |        |

### Dècada del 2010
| Any              | Actor               | Programa        | Personatge | Cadena |
| ---------------- | ------------------- | --------------- | ---------- | ------ |
| 2009-2010        |                     |                 |            |        |
| Bryan Cranston   | Breaking Bad        | Walter White    | AMC        |        |
| Kyle Chandler    | Friday Night Lights | Eric Taylor     | NBC        |        |
| Matthew Fox      | Lost                | Jack Shephard   | ABC        |        |
| Michael C. Hall  | Dexter              | Dexter Morgan   | Showtime   |        |
| Jon Hamm         | Mad Men             | Don Draper      | AMC        |        |
| Hugh Laurie      | House               | Gregory House   | Fox        |        |
| 2010-2011        |                     |                 |            |        |
| Kyle Chandler    | Friday Night Lights | Eric Taylor     | NBC        |        |
| Steve Buscemi    | Boardwalk Empire    | Nucky Thompson  | HBO        |        |
| Michael C. Hall  | Dexter              | Dexter Morgan   | Showtime   |        |
| Jon Hamm         | Mad Men             | Don Draper      | AMC        |        |
| Hugh Laurie      | House               | Gregory House   | Fox        |        |
| Timothy Olyphant | Justified           | Raylan Givens   | FX         |        |
| 2011-2012        |                     |                 |            |        |
| Damian Lewis     | Homeland            | Nicholas Brody  | Showtime   |        |
| Hugh Bonneville  | Downton Abbey       | Robert Crawley  | PBS        |        |
| Steve Buscemi    | Boardwalk Empire    | Nucky Thompson  | HBO        |        |
| Bryan Cranston   | Breaking Bad        | Walter White    | AMC        |        |
| Michael C. Hall  | Dexter              | Dexter Morgan   | Showtime   |        |
| Jon Hamm         | Mad Men             | Don Draper      | AMC        |        |
| 2012-2013        |                     |                 |            |        |
| Jeff Daniels     | The Newsroom        | Will McAvoy     | HBO        |        |
| Hugh Bonneville  | Downton Abbey       | Robert Crawley  | PBS        |        |
| Bryan Cranston   | Breaking Bad        | Walter White    | AMC        |        |
| Jon Hamm         | Mad Men             | Don Draper      | AMC        |        |
| Damian Lewis     | Homeland            | Nicholas Brody  | Showtime   |        |
| Kevin Spacey     | House of Cards      | Frank Underwood | Netflix    |        |